# Мутаз Гавсаві
Мутаз Хассан Алі Гавсаві (араб. معتز حسن علي هوساوي, нар. 17 лютого 1992) — саудівський футболіст, захисник клубу «Аль-Аглі» та національної збірної Саудівської Аравії.

## Клубна кар'єра
Мутаз Гавсаві народився у Джидді, та знаходився у складі своєї рідної команди «Аль-Аглі» з 2012 року, проте дебютував у ній лише 16 серпня 2014 року в матчі чемпіонату країни проти клубу «Хаджер». У чемпіонаті Саудівської Аравії Гавсаві виступав за свою рідну команду до 2022 року, в складі якої зіграв 118 матчів чемпіонату, відзначившись у них 6 забитими м'ячами. З 2022 року Гавсаві грає у складі команди «Аль-Таавун» з Бурайди.

## Виступи за збірні
2011 року Мутаз Гавсаві залучався до складу молодіжної збірної Саудівської Аравії. Уже в 2012 році, ще не зігравши за свій клуб у офіційних матчах, Гавсаві дебютував у складі національної збірної Саудівської Аравії, вийшовши в основі команди 15 грудня 2012 року у грі зі збірною Бахрейну. У складі збірної був учасником кубка Азії з футболу 2015 року в Австралії. У 2018 році Гавсаві включений до складу збірної на чемпіонат світу з футболу 2018 року в Росії. Після чемпіонату світу до складу збірної не залучався. Загалом зіграв у складі збірної 19 матчів, у яких йому не вдалось відзначитись забитими м'ячами.

## Досягнення

### Клубні
- Саудівська Прем'єр-ліга:
  -  Чемпіон (1): 2015/16
- Кубок наслідного принца Саудівської Аравії:
  -  Володар (2): 2014/15, 2016/17
- Королівський кубок Саудівської Аравії з футболу:
  -  Володар (1): 2016
- Суперкубок Саудівської Аравії:
  -  Переможець (1): 2016

### Збірні
- Фіналіст Кубка націй Перської затоки: 2014